# Митрополенко Анатолій Іванович
Митропо́ленко Анато́лій Іва́нович  (26 березня 1946, с. Старовірівка, Нововодолазького району, Харківської області — 16 березня 2002 , м. Харків) — український учений-агроном, фахівець у галузі вирощування зернових культур. Доктор сільськогосподарських наук, професор.

## Біографія
Народився в селі Старовірівка, Нововодолазького району, Харківської області.
Вищу освіту здобув у 1969 р. у  Харківському сільськогосподарському інституті. Трудову діяльність розпочав  в Красноградській дослідній станції Всесоюзного науково-дослідного інституту кукурудзи.
У 1975 р. захистив кандидатську дисертацію за темою: «Особливості формування вегетативних і репродуктивних органів озимої пшениці, її зимостійкість і продуктивність в північному степу Української радянської соціалістичної республіки».
З 1988 р. по 1997 рр. очолював кафедру ботаніки та фізіології рослин Харківського державного аграрного університету ім. В. В. Докучаєва. У 1991 р. захистив докторську дисертацію за темою: «Біологія розвитку озимої пшениці інтенсивних сортів, її зимостійкість і продуктивність в Північному степу України».
Ряд публікацій в науковій періодиці було присвячено теорії життєздатності та загибелі озимини від зимових видів стресу.
З 1997 р. обіймав посаду професора  кафедри ботаніки та фізіології рослин Харківського національного аграрного університету ім. В. В. Докучаєва.
Помер 16 березня 2002 р. у м. Харків.